# Instrukcja techniczna B-III
Instrukcja techniczna B-III – archiwalna instrukcja geodezyjna stosowana w Polsce, będąca częścią przepisów Pomiary szczegółowe (dział "B" Powszechnych Przepisów o Pomiarach Kraju) i obowiązująca w latach 1949–1979, wprowadzona obwieszczeniem Prezesa Głównego Urzędu Pomiarów Kraju z 27 lipca 1949 w sprawie wprowadzenia instrukcji "Poligonizacja techniczna". 
Instrukcja została opracowana w latach 1947–1948, a zmiany do niej zostały wprowadzone zarządzeniem nr 26 Prezesa Głównego Urzędu Geodezji i Kartografii z 28 czerwca 1965. 
Instrukcja B-III zawiera zbiór, jednolitych pod względem merytorycznym, technicznym i porządkowym, wytycznych dotyczących zasad:
- opracowania projektu osnowy
- utrwalenia i zabezpieczenia punktów osnowy poligonowej
- pomiaru boków oraz kątów sieci
- obliczenia oraz wyrównania sieci
- złożenia operatu powykonawczego

Instrukcja definiowała również pojęcie poligonizacji technicznej jako poziomej osnowy geodezyjnej, na której opierają się pomiary szczegółowe. Sieć poligonizacji technicznej może opierać się na sieci triangulacyjnej lub poligonizacji precyzyjnej, bądź tworzyć niezależną osnowę geodezyjną.
Sieci poligonizacji technicznej zostały podzielone, ze względu na rodzaj dowiązania, na typy:
- sieć niezależna
- sieć nawiązana jednopunktowo
- sieć nawiązana wielopunktowo

Rodzaj osnowy oraz charakter sieci uzależniony został w instrukcji od kategorii terenu i jego powierzchni.
Sieci i ciągi poligonizacji zostały podzielone na 4 klasy z zastosowaniem jako osnowa szczegółowa:
- na terenach kategorii A – I klasa
- na terenach kategorii B – II klasa
- na terenach kategorii C – III klasa
- na terenach kategorii D – IV klasa

Każda klasa została, ze względu na kolejność wyrównania, podzielona na dwa rzędy (I rząd i II rząd dokładności). Dla wszystkich klas i rzędów osnowy, bez względu na warunki terenowe, ustalono jeden stopień trudności pomiaru.
Instrukcję techniczną B-III zastąpiła w 1979 instrukcja techniczna G-1 "Pozioma osnowa geodezyjna" oraz wytyczne techniczne do tej instrukcji.